# Štěpán II. Šlik
Štěpán II. Šlik (německy Stephan II. Schlik, † kolem roku 1581 v Uhrách) byl český šlechtic z ostrovské linie Šliků.

## Život
Narodil se jako syn hraběte Vavřince Šlika a synovec jmenovce Štěpána I.
Jeho matka Alžběta Berková z Dubé byla druhou manželkou jeho otce Vavřince.
Štěpán sloužil v armádě císaře Ferdinanda I., bojoval v Uhrách proti Turkům a kolem roku 1581 hrdinně padl v bitvě.